# Sommerhausen
Sommerhausen é um município da Alemanha, situado no distrito de Würzburgo, no estado da Baviera. Tem 7,22 km² de área, e sua população em 2019 foi estimada em 1.897 habitantes.